# Блатноград

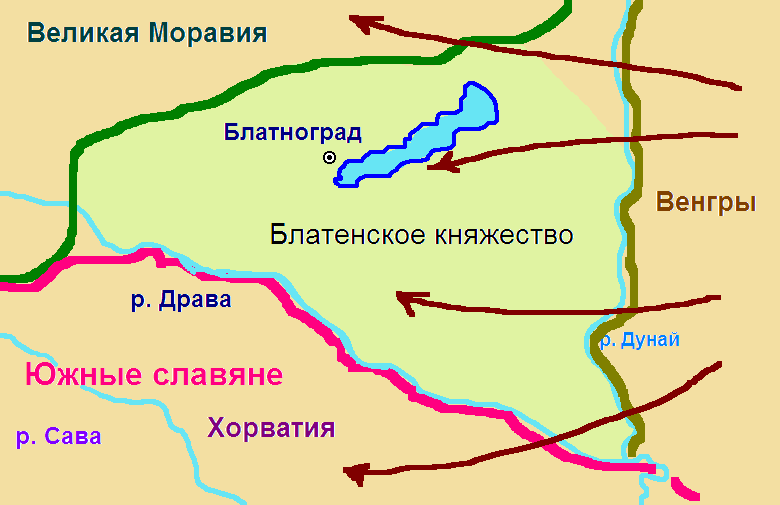
Расположение Блатнограда на карте Блатенского княжества

Блатноград (венг. Mosaburg, словац. Blatnohrad, нем. Mosapurc, Moosburg, словен. Blatograd, Blatenski Kostel), столица древнеславянского Блатенского княжества в Паннонии, на реке Зала, в 9 км на юго-запад от озера Балатон. Ныне на месте раннесредневекового славянского города находятся деревня Залавар (медье Зала, Венгрия).

## История
Блатноград был основан моравским князем Прибиной около 839—847 года. В 850 году здесь была построена и освящена первая церковь — св. Марии и крепость. Её освятил зальцбургский архиепископ Лиупрам. В 867 году в Блатнограде останавливались Кирилл и Мефодий. Несколько лет спустя Мефодий вернулся сюда по приглашению князя Коцела и основал здесь Паннонское архиепископство.
В 901 году Блатноград был захвачен венграми. Чуть позднее, под именем «Залавар» стал центром комитата Зала. Был стратегически важной крепостью. В 1702 году, крепость Залавар была взорвана, чтобы не попала в руки куруцев. С тех пор город пришёл в упадок и нынешняя деревня Залавар насчитывает лишь 900 жителей.

## Археологические работы
Остатки церквей (15) и городища (150х200 метров) были найдены словацким учёным Яном Колларом в XIX веке. По данным раскопок, и после вхождения в состав Венгерского королевства, вплоть до XI века население Блатнограда было преимущественно славянским. Процесс мадьяризации усилился в XII—XIII веках, и особенно в течение XIX века. Ныне в деревне проживают в основном венгры.